# Rocca Canavese
Rocca Canavese is een gemeente in de Italiaanse provincie Turijn (regio Piëmont) en telt 1678 inwoners (31-12-2004). De oppervlakte bedraagt 14,2 km², de bevolkingsdichtheid is 118 inwoners per km².

## Demografie
Rocca Canavese telt ongeveer 801 huishoudens. Het aantal inwoners steeg in de periode 1991-2001 met 11,5% volgens cijfers uit de tienjaarlijkse volkstellingen van ISTAT.
| Jaar | Inwoneraantal |
| ---- | ------------- |
| 1991 | 1466          |
| 2001 | 1635          |

## Geografie
Rocca Canavese grenst aan de volgende gemeenten: Corio, Forno Canavese, Levone, Barbania, Vauda Canavese, Nole, San Carlo Canavese.
1. ↑  https://demo.istat.it/?l=it.